# UTC-2
Часово отместване UTC-2 се използва:

## Като стандартно време през цялата година
- Бразилия – острови Фернандо де Нороня, Тринидад, Мартим Ваз и др.
- Южна Джорджия и Южни Сандвичеви острови

## Като лятно часово време
- Северно полукълбо
  -  Гренландия – по-голямата част от острова
  -  Сен Пиер и Микелон

- Южно полукълбо
  -  Бразилия
    - Федерален окръг, Еспирито Санто, Гояс, Минаш Жерайш, Рио де Жанейро, Рио Гранде до Сул, Санта Катарина, Сао Пауло

  -  Уругвай
  -  Аржентина – източните провинции вкл. Буенос Айрес